# Woodburn (Indiana)
Woodburn és una població dels Estats Units a l'estat d'Indiana. Segons el cens del 2000 tenia 1.579 habitants.

## Demografia
Segons el cens del 2000, Woodburn tenia 1.579 habitants, 583 habitatges, i 432 famílies. La densitat de població era de 662,7 habitants/km².
Dels 583 habitatges en un 43,2% hi vivien nens de menys de 18 anys, en un 55,2% hi vivien parelles casades, en un 14,8% dones solteres, i en un 25,9% no eren unitats familiars. En el 22,5% dels habitatges hi vivien persones soles el 9,8% de les quals corresponia a persones de 65 anys o més que vivien soles. El nombre mitjà de persones vivint en cada habitatge era de 2,71 i el nombre mitjà de persones que vivien en cada família era de 3,18.
Per edats la població es repartia de la següent manera: un 32,9% tenia menys de 18 anys, un 9,6% entre 18 i 24, un 30,8% entre 25 i 44, un 17,6% de 45 a 60 i un 9,1% 65 anys o més.
L'edat mediana era de 30 anys. Per cada 100 dones de 18 o més anys hi havia 93,8 homes.
La renda mediana per habitatge era de 40.833$ i la renda mediana per família de 45.781$. Els homes tenien una renda mediana de 34.091$ mentre que les dones 23.571$. La renda per capita de la població era de 18.061$. Entorn del 4,9% de les famílies i el 5,8% de la població estaven per davall del llindar de pobresa.

## Poblacions més properes
El següent diagrama mostra les poblacions més properes.